# 디아블로 이모탈
《디아블로 이모탈》(Diablo Immortal)은 블리자드 엔터테인먼트가 넷이즈와 협업하여 개발한 모바일 쿼터뷰 액션 롤플레잉 게임이다. 디아블로 시리즈의 모바일 버젼으로, 제작진은 인터뷰에서 디아블로2부터 디아블로3 사이가 스토리의 배경이 될 것이라고 밝혔다.

## 개요
디아블로 이모탈은 기존 디아블로 시리즈와 같은 성역(Sanctuary)이라는 가상의 세계를 배경으로 한다. 시간적 배경은 지금껏 언급되지 않은 디아블로 2와 디아블로 3의 사이가 될 것으로 보인다. 발표한 바에 따르면 성역의 서력인 자카룸 서력 1265년에 진행된 디아블로 2 '파괴의 군주' 종결 후 5년후이므로 1270년이 배경될 것이다. 또한 디아블로 이모탈의 스토리는 디아블로 시리즈의 공식적인 스토리가 될 것이다. 공개 시의 언급에 따르면 디아블로 3의 직업 중 하나인 악마사냥꾼의 결성과 히어로즈 오브 더 스톰의 영웅인 악마사냥꾼 발라의 이야기를 확인할 수 있을 것이라고 한다. 또한 공개된 트레일러 영상에서 등장한 대악마 아즈모단과 바알이 등장할 것으로 보인다.

## 게임 플레이
'디아블로 같은 조작감을 구현시키는게 중요했다'라고 언급하였으나, 공개된 데모 게임 플레이 영상에서는 전형적인 모바일 RPG 게임의 특징인 슬라이드 패드 조작과 터치 드래그로 발동되는 스킬들을 보여주었다. 기존 디아블로 시리즈와 다르게 모든 스킬들에 쿨타임이 붙어있으며, 디아블로 1, 2가 호평받았던 맵의 랜덤 요소가 사라지고 동일한 맵만 생성되는 것을 확인할 수 있다. 공식 홈페이지에 공개된 내용에 따르면 멀티플레이를 지원한다.

### 장비 시스템
인터뷰에서의 언급과 데모 플레이를 보면 디아블로 이모탈은 아이템 체계에 있어서 상당 부분 자동화가 이루어져있다. 제작진의 언급에 따르면 장비의 개선이나 조정은 유지될 것이며, 구체적인 장비 시스템으로 디아블로 3의 아이템 조정 시스템(마법부여 등)이나 룬워드, 소켓 등의 디아블로 2의 시스템 혹은 완전히 새로운 시스템이 적용될 수도 있다.

#### 경매장 시스템
현재 아이템 거래가 원천적으로 제한된 디아블로 3와는 다르게, 재화 거래에 있어서 제작진은 다른 플레이어와 거래에 있어서 긍정적인 입장을 드러냈다. 때문에 경매장 시스템 자체는 도입될 것으로 예상되며, 현재는 사라진 디아블로 3 초기의 경매장 시스템을 그대로 차용해 올 지에 대해서는 아직 정해진 바가 없다고 밝혔다.

##### 과금 요소
진행된 여러 인터뷰에서 모바일 시장 진입은 처음이기 때문에, 비즈니스적인 측면은 아직 확정된 것이 없다고 밝혔다. 하지만 '페이 투 윈(pay to win)'에 대한 대답으로는 블리자드의 앞선 게임들의 시스템을 참고하면 알 수 있을 것이라고 답했기 때문에 부정했다고 볼 수 있다.

## 직업
디아블로 이모탈은 6개의 직업이 제공된다. 디아블로 3의 직업군에서 부두술사가 제외되고 확장팩 영혼을 거두는 자에서 추가된 직업인 강령술사가 들어가 있다. 각 직업의 소개는 공식 홈페이지의 문구를 인용했다.
- 야만용사 : 사나운 방랑자이자 거대 무기 전문가 아리앗 산에 벌어진 참사에서 살아남은 야만용사는 강력한 무기와 무자비한 공격으로 적을 짓이겨버립니다.
- 수도사 : 민첩하고 신성한 전사이자 무술의 달인 수도사는 그들의 땅과, 일천하고도 한 명에 달하는 이브그로드 신들이 품은 의지를 나타냅니다. 번개처럼 빠른 공격과 비할 데 없는 기동성을 자랑하며, 아찔하게 빠른 일격으로 적을 계속해서 내리칩니다.
- 마법사 : 반항적이며 학구적인 비전력의 살아있는 전령 마법사는 비전 능력을 사용하여 적을 원거리에서 공격해 흔적도 없이 파괴시키고, 몸이 산산이 부서지도록 얼려버리거나 새까만 잔해가 되도록 불태워버립니다.
- 성전사 : 견고한 갑옷을 입은 진노의 사도 성전사의 무기는 신앙입니다. 견고한 갑옷으로 무장한 채 잔혹한 도리깨로 공격하는 성전사는, 그들이 가는 곳마다 악을 처단하고 강한 목적의식으로 전장을 지배하며, 땅을 탐험합니다.
- 악마사냥꾼 : 복수심에 불타는 추격자 원거리에서 공격을 퍼붓는 냉혹한 심판자인 악마사냥꾼은, 가족이 악마에게 학살당한 잔혹한 과거를 지닌 훈련된 학살자입니다. 불타는 지옥을 향한 증오를 조절하는 법을 훈련받은 악마사냥꾼은 사냥감을 처치할 때까지 공격을 멈추지 않습니다.
- 강령술사 : 망자의 사령관이자 삶과 죽음의 지배자 라트마의 사제들은 세상의 균형을 유지하고자 힘씁니다. 그들은 삶과 죽음을 다스리는 힘을 사용해 성역을 악마와 천상 모두의 영향을 받지 않도록 지켜내고자 합니다.

## 개발

### 초기 개발
《디아블로 이모탈》은 블리자드 엔터테인먼트와 블리자드의 중국 시장 계약사 넷이즈가 공동개발해 제작된 게임이다. 블리자드는 《디아블로》를 스마트폰 환경에 맞게 인터페이스 디자인을 만드는 것에 중점을 뒀다.
2018년 8월 8일 개제된 영상에서 블리자드는 디아블로의 차기작에 대하여 언급했다. 2018년 11월 3일, 블리즈컨의 개막식에서 안드로이드 및 iOS용 게임으로서 최초 공개됐다.

## 반응

### 출시 전
2018년 블리즈컨에서의 《이모탈》 공개는 대체로 부정적이었다. 같은 날 개발자가 참여한 Q&A에서 블리자드의 게임 디자이너 왓 쳉에게 해당 발표에 "때를 놓친 만우절 농담"인가와 이 게임이 컴퓨터로 출시될 것인가에 대한 질문들이 제기됐다. 개발자가 이 두 질문을 모두 '아니오'라고 대답하자 청중에게서 야유가 나왔다.
| 평가 |                        |
| --- | ---------------------- |
| 통합 점수 통합사 점수 메타크리틱 IOS: 67/100 [ 16 ] PC: 59/100 [ 17 ] 평론 점수 평론사 점수 디스트럭토이드 6/10 [ 18 ] 게임 인포머 8.5/10 [ 19 ] 게임스팟 6/10 [ 20 ] IGN 6/10 [ 21 ] Jeuxvideo.com 14/20 [ 22 ] 터치아케이드 [ 23 ] |                        |
| 통합 점수 |                        |
| 통합사 | 점수                   |
| 메타크리틱 | IOS: 67/100 PC: 59/100 |
| 평론 점수 |                        |
| 평론사 | 점수                   |
| 디스트럭토이드 | 6/10                   |
| 게임 인포머 | 8.5/10                 |
| 게임스팟 | 6/10                   |
| IGN | 6/10                   |
| Jeuxvideo.com | 14/20                  |
| 터치아케이드 | [ 23 ]                 |